# 若港三郎
若港 三郎（わかみなと さぶろう、1909年12月13日 - 1982年6月30日）は、山梨県南都留郡鳴沢村出身で富士ヶ根部屋に所属した元大相撲力士。本名は渡辺 孝一郎（わたなべ こういちろう）。身長190cm、体重123kg。現役中から年寄も二枚鑑札で襲名し、後進の指導にあたっていた。最高位は東前頭3枚目。

## 来歴
1931年3月場所、20歳で富士ヶ根部屋から初土俵を踏んだ。「冨士ヶ嶽」を名乗り、年長の入門であったこともあり、着実に昇進。1932年2月場所では春秋園事件のため、序二段を飛び越えて三段目に昇進した。1935年1月場所に十両に昇進した。そのときは負け越し、幕下に下がったが、1937年5月、再十両を果たすと、その場所10勝3敗の好成績を挙げ、翌1938年1月、新入幕を果たした。このときすでに28歳になっていた。
左四つからの吊りは強烈だったが、あまり積極的な相撲ではなかったので、入幕後は中堅力士で終始し、最高位も東前頭3枚目にとどまり、殊勲の星といえば1941年1月に新大関五ッ島に勝ったぐらいであった。1942年1月から、師匠の死で部屋を二枚鑑札で相続し、四股名も「若港」と改名した。師匠としては、有望な弟弟子の東冨士を、最終的には横綱にまで昇進させた。
1945年11月、十両に陥落したところで全休し、現役を引退して年寄富士ヶ根専業となる。部屋も1947年6月場所まで経営した後、高砂部屋に弟子を譲った。勝負検査役を務め、その後1955年1月に再び部屋を持ったが、すぐに閉鎖。時津風部屋所属の年寄として、1974年の停年まで相撲協会に在籍した。

## その他
- 東富士の高砂部屋の移籍は自身の勝負検査役昇格が引き換えだったとされる。結果1947年より勝負検査役となったが1951年に高砂と交代で平年寄に降格。その後は時津風部屋に移籍し、停年まで年寄であった。

- 怪力で知られ、現役時代に男女ノ川が入ったままの250キロ近い五右衛門風呂を持ち上げて移動したり、清酒一升瓶48本を軽く土俵下に吊り下げたことがあった。

- 幼稚園の園長を長年務めていた。

## 主な成績
- 幕内在位 16場所
- 幕内成績 95勝121敗[4]

### 場所別成績
| 1931年 （昭和6年） | x                  | （前相撲）         | 東序ノ口16枚目 5–1 | 東序ノ口16枚目 5–1     |
| 1932年 （昭和7年） | 西三段目34枚目 6–2 | 西三段目34枚目 4–6 | 西三段目10枚目 6–3 | 西三段目10枚目 7–4     |
| 1933年 （昭和8年） | 西幕下12枚目 6–5   | x                  | 東幕下9枚目 5–6    | x                      |
| 1934年 （昭和9年） | 東幕下11枚目 6–5   | x                  | 東幕下5枚目 7–4    | x                      |
| 1935年 （昭和10年） | 西十両10枚目 4–7   | x                  | 東幕下6枚目 5–6    | x                      |
| 1936年 （昭和11年） | 東幕下12枚目 5–6   | x                  | 西幕下17枚目 6–5   | x                      |
| 1937年 （昭和12年） | 西幕下10枚目 8–2   | x                  | 西十両9枚目 10–3   | x                      |
| 1938年 （昭和13年） | 東前頭17枚目 8–5   | x                  | 東前頭11枚目 6–7   | x                      |
| 1939年 （昭和14年） | 東前頭14枚目 8–5   | x                  | 東前頭9枚目 6–9    | x                      |
| 1940年 （昭和15年） | 東前頭10枚目 8–7   | x                  | 東前頭3枚目 4–11   | x                      |
| 1941年 （昭和16年） | 西前頭8枚目 6–9    | x                  | 西前頭8枚目 4–11   | x                      |
| 1942年 （昭和17年） | 東前頭13枚目 11–4  | x                  | 東前頭3枚目 2–13   | x                      |
| 1943年 （昭和18年） | 西前頭14枚目 5–10  | x                  | 東前頭18枚目 7–8   | x                      |
| 1944年 （昭和19年） | 西前頭16枚目 10–5  | x                  | 東前頭8枚目 5–5    | 西前頭8枚目 3–7        |
| 1945年 （昭和20年） | x                  | x                  | 東前頭16枚目 2–5   | 東十両筆頭 引退 0–0–10 |
| 各欄の数字は、「勝ち-負け-休場」を示す。 優勝 引退 休場 十両 幕下 三賞：敢=敢闘賞、殊=殊勲賞、技=技能賞 その他：★=金星 番付階級：幕内 - 十両 - 幕下 - 三段目 - 序二段 - 序ノ口 幕内序列：横綱 - 大関 - 関脇 - 小結 - 前頭（「#数字」は各位内の序列） |                    |                    |                    |                        |

### 幕内対戦成績
| 力士名   | 勝数 | 負数 | 力士名   | 勝数 | 負数 | 力士名 | 勝数 | 負数 | 力士名 | 勝数 | 負数 |
| -------- | ---- | ---- | -------- | ---- | ---- | ------ | ---- | ---- | ------ | ---- | ---- |
| 青葉山   | 2    | 1    | 安藝ノ海 | 1    | 6    | 葦葉山 | 1    | 0    | 綾錦   | 0    | 2    |
| 綾昇     | 1    | 6    | 綾若     | 3    | 3    | 有明   | 1    | 0    | 一渡   | 1    | 1    |
| 五ツ海   | 0    | 1    | 五ツ嶋   | 1    | 5    | 大ノ海 | 0    | 2    | 大ノ森 | 1    | 1    |
| 大蛇潟   | 1    | 0    | 笠置山   | 1    | 5    | 鹿嶋洋 | 6    | 6    | 桂川   | 2    | 0    |
| 九州山   | 1    | 3    | 清美川   | 0    | 3    | 九ヶ錦 | 0    | 1    | 九州錦 | 0    | 1    |
| 高津山   | 0    | 1    | 小嶋川   | 0    | 1    | 小松山 | 2    | 0    | 駒ノ里 | 1    | 2    |
| 相模川   | 3    | 1    | 櫻錦     | 1    | 5    | 汐ノ海 | 0    | 2    | 四海波 | 2    | 0    |
| 神東山   | 4    | 5    | 駿河海   | 0    | 1    | 大邱山 | 3    | 3    | 武ノ里 | 0    | 1    |
| 立田野   | 0    | 1    | 筑波嶺   | 1    | 0    | 鶴ヶ嶺 | 1    | 2    | 照國   | 0    | 1    |
| 出羽ノ花 | 2    | 0    | 出羽湊   | 3    | 5    | 十勝岩 | 0    | 1    | 土州山 | 1    | 0    |
| 十三錦   | 1    | 2    | 巴潟     | 0    | 1    | 豊嶋   | 1    | 1    | 豊錦   | 1    | 0    |
| 幡瀬川   | 1    | 0    | 番神山   | 1    | 0    | 肥州山 | 3    | 4    | 備州山 | 2    | 3    |
| 二瀬川   | 1(1) | 1    | 防長山   | 1    | 0    | 増位山 | 1    | 3    | 松ノ里 | 5    | 3    |
| 緑島     | 1    | 0    | 陸奥ノ里 | 3    | 3    | 八方山 | 3(1) | 3    | 倭岩   | 2    | 0    |
| 大和錦   | 2    | 4    | 龍王山   | 4    | 3    | 両國   | 4    | 1    | 若潮   | 0    | 1    |
| 和歌嶋   | 1    | 1    | 若瀬川   | 3    | 0    |        |      |      |        |      |      |

## 改名
冨士ヶ嶽孝一郎→若港三郎→若湊三郎

## 年寄
冨士ヶ根 邦之佐 1945年11月 - 1974年12月（停年退職）